# Vòng loại Giải vô địch bóng đá thế giới 2018 – Khu vực Bắc, Trung Mỹ và Caribe (Vòng 1)
Vòng 1 của Vòng loại giải vô địch bóng đá thế giới 2018 khu vực Bắc, Trung Mỹ và Caribe diễn ra từ ngày 22 đến ngày 31 tháng 3 năm 2015.

## Thể thức
Tổng cộng có 14 đội (xếp hạng 22–35 dựa theo bảng xếp hạng khu vực CONCACAF) thi đấu 2 lượt theo thể thức sân nhà - sân khách. 7 đội thắng ở vòng đấu này giành quyền vào vòng 2.

## Phân loại hạt giống
Lễ bốc thăm cho vòng 1 diễn ra vào ngày 15 tháng 1 năm 2015, 19:40 (UTC−5), tại W Hotel ở bãi biển Miami, Florida, Hoa Kỳ.
14 đội chia làm 2 nhóm. Nhóm 1 có thứ hạng 22–28, và nhóm 2 có thứ hạng 29–35. Lễ bốc thăm dựa theo bảng xếp hạng FIFA công bố vào tháng 8 năm 2014. Each tie contained a team from Pot 1 and a team from Pot 2, with the order of legs decided by draw.
| Nhóm 1 | Nhóm 2 |
| --- | --- |
| 1. Saint Kitts và Nevis (159) 2. Belize (162) 3. Montserrat (165) 4. Dominica (168) 5. Barbados (169) 6. Bermuda (173) 7. Nicaragua (175) | 1. Quần đảo Turks và Caicos (181) 2. Curaçao (182) 3. Quần đảo Virgin thuộc Mỹ (191) 4. Bahamas (193) 5. Quần đảo Cayman (197) 6. Quần đảo Virgin thuộc Anh (201) 7. Anguilla (207) |

## Kết quả
| Đội 1                     | TTS     | Đội 2                    | Lượt đi | Lượt về |
| ------------------------- | ------- | ------------------------ | ------- | ------- |
| Bahamas                   | 0–8     | Bermuda                  | 0–5     | 0–3     |
| Quần đảo Virgin thuộc Anh | 2–3     | Dominica                 | 2–3     | 0–0     |
| Barbados                  | 4–1     | Quần đảo Virgin thuộc Mỹ | 0–1     | 4–0     |
| Saint Kitts và Nevis      | 12–4    | Quần đảo Turks và Caicos | 6–2     | 6–2     |
| Nicaragua                 | 8–0     | Anguilla                 | 5–0     | 3–0     |
| Belize                    | 1–1 (a) | Quần đảo Cayman          | 0–0     | 1–1     |
| Curaçao                   | 4–3     | Montserrat               | 2–1     | 2–2     |

Chú thích
1. ↑  Để tránh nạn dàn xếp tỉ số.

| Bahamas | 0–5                                 | Bermuda                                                       |
| ------- | ----------------------------------- | ------------------------------------------------------------- |
|         | Chi tiết (FIFA) Chi tiết (CONCACAF) | Leverock 4' · Wells 14' (ph.đ.) · Lewis 29' · Donawa 57', 70' |

| Bermuda                      | 3–0                                 | Bahamas |
| ---------------------------- | ----------------------------------- | ------- |
| Wells 79', 87' · Burgess 82' | Chi tiết (FIFA) Chi tiết (CONCACAF) |         |

 Bermuda thắng với tổng tỉ số 8–0 giành quyền vào vòng 2.
| Quần đảo Virgin thuộc Anh | 2–3                                 | Dominica                                   |
| ------------------------- | ----------------------------------- | ------------------------------------------ |
| E. Moss 41' · Johnson 53' | Chi tiết (FIFA) Chi tiết (CONCACAF) | Elizee 45' · Mit. Joseph 64' · Peltier 81' |

| Dominica | 0–0                                 | Quần đảo Virgin thuộc Anh |
| -------- | ----------------------------------- | ------------------------- |
|          | Chi tiết (FIFA) Chi tiết (CONCACAF) |                           |

 Dominica thắng với tổng tỉ số 3–2 giành quyền vào vòng 2.
| Barbados | 0–1                                 | Quần đảo Virgin thuộc Mỹ |
| -------- | ----------------------------------- | ------------------------ |
|          | Chi tiết (FIFA) Chi tiết (CONCACAF) | Browne 16'               |

| Quần đảo Virgin thuộc Mỹ | 0–4                                 | Barbados                                                          |
| ------------------------ | ----------------------------------- | ----------------------------------------------------------------- |
|                          | Chi tiết (FIFA) Chi tiết (CONCACAF) | Sargeant 4' · Jam. Chandler 25' · Harte 76' · Jab. Chandler 90+2' |

 Barbados thắng với tổng tỉ số 4–1 và giành quyền vào vòng 2.
| Saint Kitts và Nevis                                                           | 6–2                                 | Quần đảo Turks và Caicos          |
| ------------------------------------------------------------------------------ | ----------------------------------- | --------------------------------- |
| Harris 17' · T. Leader 43' · O. Mitchum 45', 89' · Hanley 67' · O'Loughlin 85' | Chi tiết (FIFA) Chi tiết (CONCACAF) | Forbes 22' · T. Leader 69' (l.n.) |

| Quần đảo Turks và Caicos        | 2–6                                 | Saint Kitts và Nevis                                               |
| ------------------------------- | ----------------------------------- | ------------------------------------------------------------------ |
| Calixte 4' (ph.đ.), 14' (ph.đ.) | Chi tiết (FIFA) Chi tiết (CONCACAF) | J. Leader 7', 30' · Panayiotou 33' (ph.đ.), 55', 60' · Robbins 73' |

 Saint Kitts và Nevis thắng với tổng tỉ số 12–4 và giành quyền vào vòng 2.
| Nicaragua                                              | 5–0                                 | Anguilla |
| ------------------------------------------------------ | ----------------------------------- | -------- |
| Galeano 12' · Copete 24', 39' · Barrera 36' · Lazo 63' | Chi tiết (FIFA) Chi tiết (CONCACAF) |          |

| Anguilla | 0–3                                 | Nicaragua                      |
| -------- | ----------------------------------- | ------------------------------ |
|          | Chi tiết (FIFA) Chi tiết (CONCACAF) | Leguías 21', 67' · Barrera 46' |

 Nicaragua thắng với tổng tỉ số 8–0 giành quyền vào vòng 2.
| Belize | 0–0                                 | Quần đảo Cayman |
| ------ | ----------------------------------- | --------------- |
|        | Chi tiết (FIFA) Chi tiết (CONCACAF) |                 |

| Quần đảo Cayman | 1–1                                 | Belize     |
| --------------- | ----------------------------------- | ---------- |
| M. Ebanks 5'    | Chi tiết (FIFA) Chi tiết (CONCACAF) | Kuylen 20' |

Tổng tỉ số là 1–1.  Belize giành quyền vào vòng 2 nhờ luật bàn thắng sân khách.
| Curaçao                               | 2–1                                 | Montserrat |
| ------------------------------------- | ----------------------------------- | ---------- |
| Merencia 8' · Zschusschen 39' (ph.đ.) | Chi tiết (FIFA) Chi tiết (CONCACAF) | Taylor 24' |

| Montserrat                     | 2–2                                 | Curaçao                   |
| ------------------------------ | ----------------------------------- | ------------------------- |
| Willer 65' · Woods-Garness 81' | Chi tiết (FIFA) Chi tiết (CONCACAF) | Lachman 43' · Vicento 87' |

 Curaçao thắng với tổng tỉ số 4–3 giành quyền vào vòng 2.

## Danh sách cầu thủ ghi bàn
3 bàn
- Nahki Wells
- Harry Panayiotou

2 bàn
- Justin Donawa
- Juan Barrera
- Luis Fernando Copete
- Raúl Leguías
- Josh Leader
- Orlando Mitchum
- Widlin Calixte

1 bàn
- Jabarry Chandler
- Jamal Chandler
- Mario Harte
- Raheim Sargeant
- Elroy Kuylen
- Tyrell Burgess
- Dante Leverock
- Zeiko Lewis
- Edward Moss
- Jordan Johnson
- Mark Ebanks
- Darryl Lachman
- Papito Merencia
- Charlton Vicento
- Felitciano Zschusschen
- Glenworth Elizee
- Mitchell Joseph
- Randolph Peltier
- Lyle Taylor
- Jamal Willer
- Bradley Woods-Garness
- Luis Galeano
- Norfran Lazo
- Tishan Hanley
- Atiba Harris
- Thrizen Leader
- Errol O'Loughlin
- Ryan Robbins
- Billy Forbes
- Jamie Browne

phản lưới nhà
- Thrizen Leader (trận gặp Quần đảo Turks và Caicos)